# Aceite de palma

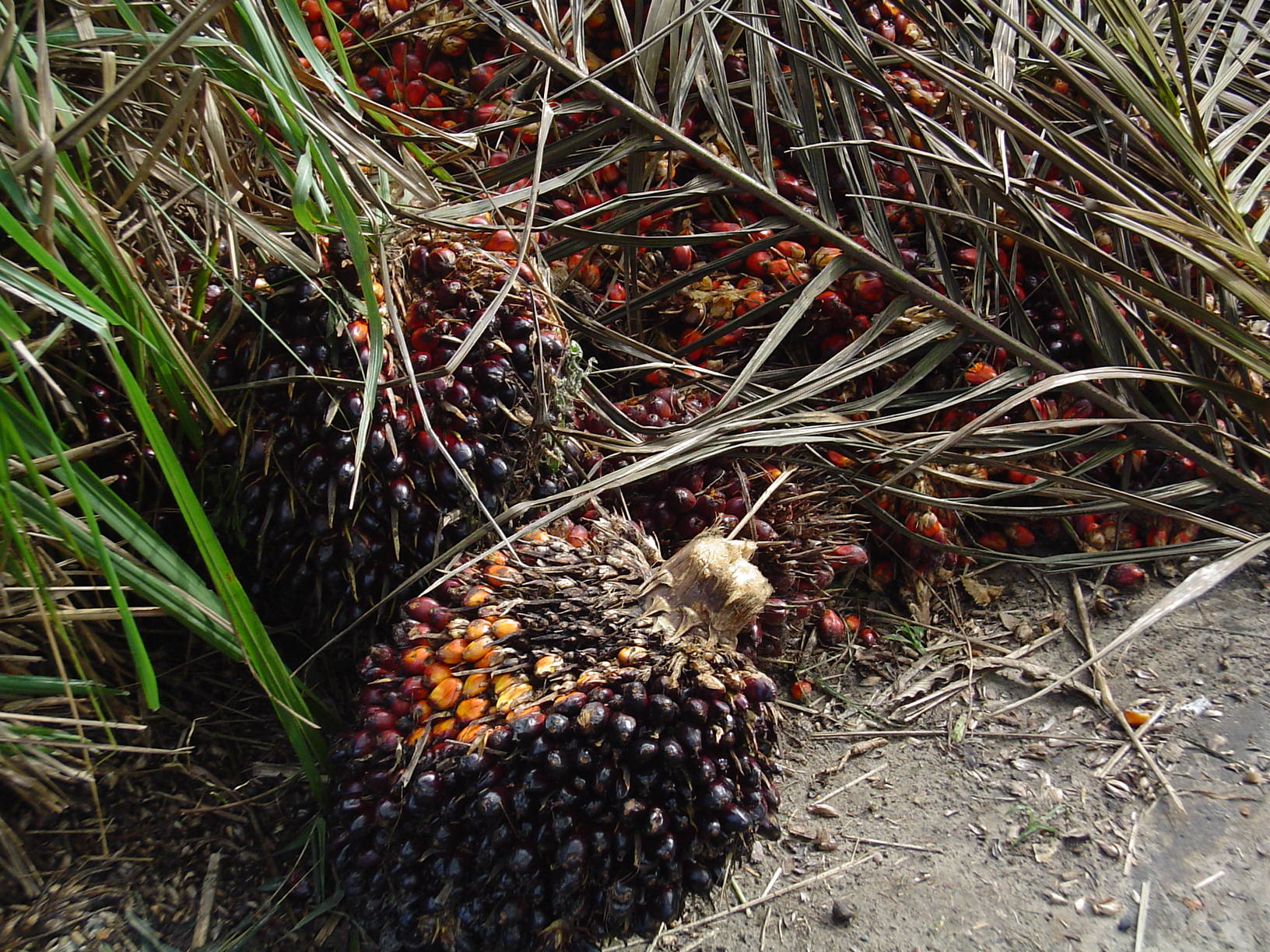
Fruto de la palma Elaeis con la que se elabora el aceite.

El aceite de palma es un aceite de origen vegetal  que se obtiene del mesocarpio de la fruta de la palma de las especies Elaeis guineensis y Elaeis oleifera. Es el segundo tipo de aceite con mayor volumen de producción, siendo el primero el aceite de soja. El fruto de la palma es ligeramente rojo, al igual que el aceite embotellado sin refinar. El aceite crudo de palma es una rica fuente de vitamina A y de vitamina E.[cita requerida]
La palma  de la especie Elaeis guineensis es originaria de África occidental, de ella ya se obtenía aceite hace aproximadamente 5000 años, especialmente en la Guinea Occidental de donde pasó a América, introducida después de los viajes de Colón, y en épocas más recientes fue introducida a Asia desde América. El cultivo en Malasia es de gran importancia económica, aunque su producción sea amenazante al ecosistema nativo llevando a la extinción a numerosas especies de aves y orangutanes. provee la mayor cantidad de aceite de palma y sus derivados a nivel mundial. En América, los mayores productores son Colombia y Ecuador.

## Historia
El uso del aceite de palma puede datar de hace más de 5000 años. A finales del siglo XIX, se descubrió en una tumba de Abydos (fechada hace 3000 años) una sustancia que se determinó que había sido originalmente aceite de palma. Algunos historiadores piensan que el aceite de palma fue introducido en Egipto por comerciantes árabes, mientras otros argumentan que no es posible que los árabes sean los responsables, porque no se asentaron en África hasta el siglo VIII d.C. y que es más probable que haya sido introducido en Egipto por sus colonizadores originales, que emigraron desde otras regiones del continente africano.
El aceite de palma obtenido de la E. Guineensis es conocido en las regiones de África Central y Occidental desde antiguo y es ampliamente usado como aceite de cocina. Los comerciantes europeos que hacían negocios en África Occidental adquirían ocasionalmente aceite de palma para usarlo como aceite de cocina.
El aceite de palma se convirtió en una mercancía muy apreciada por los comerciantes británicos durante la Revolución Industrial por su aplicación como lubricante industrial.
Este aceite también es el componente principal de múltiples productos jabonosos, tales como el jabón "Sunlight" de Lever Brothers (ahora Unilever) o la marca estadounidense 'Palmolive'.
Alrededor de 1870, el aceite de palma era el principal producto de exportación de algunos países de África Occidental, tales como Ghana y Nigeria, aunque fue remplazado por el cacao alrededor de 1880.

## Producción mundial
| Principales productores de aceite de palma (2018) (toneladas) | Principales productores de aceite de palma (2018) (toneladas) |
| ------------------------------------------------------------- | ------------------------------------------------------------- |
| Indonesia                                                     | 115.267.491                                                   |
| Malasia                                                       | 98.419.400                                                    |
| Tailandia                                                     | 15.400.000                                                    |
| Nigeria                                                       | 7.850.123                                                     |
| Colombia                                                      | 5.878.504                                                     |
| Ecuador                                                       | 2.785.756                                                     |
| Camerún                                                       | 2.641.118                                                     |
| Ghana                                                         | 2.604.387                                                     |
| Papúa Nueva Guinea                                            | 2.496.325                                                     |
| Honduras                                                      | 2.493.910                                                     |
| Guatemala                                                     | 2.308.262                                                     |
| Costa de Marfil                                               | 2.186.851                                                     |
| Brasil                                                        | 1.565.197                                                     |
| República Democrática del Congo                               | 1.192.783                                                     |
| Costa Rica                                                    | 1.087.800                                                     |

## Impacto ambiental
El cultivo de palma para obtener aceite ha sido criticado por su impacto medioambiental, que incluye deforestación, pérdida de hábitats naturales de especies en peligro, como comunidades de pájaros nativos, especies como el orangután y el tigre de Sumatra. También contribuye a la emisión de gases de efecto invernadero. Muchas plantaciones de palma se sitúan en turberas, y deforestar el terreno para el cultivo contribuye al aumento de emisiones de gases de invernadero.
Se han realizado importantes esfuerzos por convertir en sostenible el cultivo de la palma por varias organizaciones, tales como la "Roundtable on Sustainable Palm Oil", un grupo industrial, y el gobierno malayo, que se ha comprometido a mantener el 50 % de su superficie como bosque. Según una investigación del "Tropical Peat Research Laboratory", un grupo dedicado al estudio del cultivo de palma, las plantaciones de palma actúan como sumideros de carbono, convirtiendo el dióxido de carbono en oxígeno y, de acuerdo con la "Segundo Comunicado Nacional" de Malasia a la "Convención Marco de las Naciones Unidas sobre el Cambio Climático", las plantaciones contribuyen al estatus de Malasia como un sumidero neto de carbono.
Grupos medioambientales, tales como Greenpeace y Amigos de la Tierra, se oponen al uso de aceite de palma como biofuel, asegurando que la deforestación causada por las plantaciones de palma son más dañinas para el clima que los beneficios obtenidos al sustituir combustibles inorgánicos por biofuel.
Aunque sólo el 5 % del terreno dedicado a la producción de aceites vegetales es usado para el cultivo de palma, este produce un 38 % del suministro total de aceite vegetal. En términos de rendimiento, una plantación de palma es 10 veces más productiva que una de soja o de colza, porque tanto el fruto como la semilla de la fruta de la palma producen aceite.

### Críticas a la industria del aceite de palma
La demanda creciente de aceite de palma por parte de las grandes corporaciones de la alimentación, la cosmética y de agrocombustibles está impulsando la destrucción a gran escala de turberas y selvas tropicales en Indonesia. Organizaciones ecologistas como Greenpeace denunciaron a Nestlé en 2010 por sus vínculos con grupos empresariales en Indonesia vinculados a la destrucción ambiental para la obtención de aceite de palma. Otras empresas denunciadas han sido Unilever (que utiliza aceite de palma para su línea de cosméticos Dove) y la multinacional Kraft.

## Usos

### Culinarios
Los usos son en su gran mayoría culinarios, bien directamente empleado como aceite de freír o aliñar, bien como producto añadido a otros alimentos como los helados, las margarinas, las natillas, los platos preparados como pizzas, sopas, pasta. A menudo aparece como grasa vegetal o aceite vegetal. Se pueden elaborar derivados equivalentes de aceite de cacao. Derivados del aceite de palma están presentes también en multitud de jabones, dentífricos, etc.

### Industriales
Se usa como materia prima en la producción de biodiésel. También es usado en producción de piensos para la alimentación animal, sobre todo de terneros, por su alto aporte energético por ración. En la industria cosmética es utilizado para la elaboración de jabones, champús, geles de baño, pintalabios, dentífricos, cremas.

## Composición
El aceite de palma es saturado hasta en un 50 %, su composición en promedio es:
- 40-48 % ácidos grasos saturados (principalmente palmítico)
- 37-46 % ácidos grasos monoinsaturados (principalmente oleico)
- 10 % ácidos grasos poliinsaturados.

## Implicaciones para la salud
Una gran parte del consumo de aceite de palma se produce en la forma de aceite de cocina, oxidado en parte, en lugar de en su estado fresco. Esta oxidación parece ser responsable de los riesgos asociados a su consumo.
Según varios estudios del "Center for Science in the Public Interest" (CSPI), el consumo excesivo de ácido palmítico (que compone el 44 % del aceite de palma), aumenta los niveles de colesterol y puede contribuir al desarrollo de problemas cardiovasculares. La Organización Mundial de la Salud y el "National Heart, Lung and Blood Institute" de los Estados Unidos aconsejan limitar el consumo de ácido palmítico y alimentos con un alto contenido en grasas saturadas. Según la OMS, hay una evidencia convincente de que el consumo de ácido palmítico aumenta el riesgo de desarrollar enfermedades cardiovasculares, colocándolo en el mismo nivel de evidencia que los ácidos grasos saturados.

## Industria del aceite de palma
El aceite de palma se extrae de la porción pulposa de la fruta mediante varias operaciones. Se afloja la fruta de los racimos utilizando esterilización a vapor. Luego los separadores dividen las hojas y los racimos vacíos de la fruta. Después, se transporta la fruta a los digestores, donde se la calienta para convertirla en pulpa. El aceite libre se drena de la pulpa digerida y luego esta se exprime y se centrifuga para extraer el aceite crudo restante. Es necesario filtrar y clarificar el líquido para obtener el aceite purificado. Los residuos de la extracción, con las nueces rotas y las cáscaras. Entonces es necesario secar las semillas de la palma y colocarlas en las bolsas para su almacenamiento y extracción posterior, algo que, generalmente, se realiza en otro lugar. 
El procesamiento del aceite de palma produce grandes cantidades de desperdicios sólidos, en la forma de hojas, racimos vacíos, fibras, cáscaras y residuos de la extracción. Los racimos contienen muchos alimentos recuperables, y pueden causar molestias y problemas, al tratar de desecharlos. Normalmente, las fibras, cáscaras y otros residuos sólidos se queman como combustible, para producir vapor. La quema incontrolada de los desechos sólidos, y el escape del aire utilizado para separar las cáscaras de las pepas, causan contaminación atmosférica. 
Los desperdicios líquidos se producen, principalmente, en los esterilizadores, y en el clarificador del aceite. Las causas principales de contaminación son las siguientes: 
- La demanda de oxígeno bioquímico y químico,
- Los sólidos en suspensión,
- El aceite y la grasa
- El nitrógeno y
- Ceniza orgánica.

Sin embargo se está desarrollando por diferentes partes del mundo sistemas de tratamiento ecológicos de los desechos de la industria.
Esta actividad tiene muchas ventajas:
- tratamiento de calidad de los desechos
- generación de biogás, una energía alternativa, permitiendo reducir la cantidad de gases a efecto invernadero
- generación de un fertilizante de muy buena calidad, lo cual permite reducir indirectamente las producciones de grandes firmas fitosanitarias
- mejora del rendimiento económico de las plantas, ya que producen la energía necesaria para su funcionamiento y la energía sobrante puede venderse a la red eléctrica nacional.

## La palma de aceite en el mundo

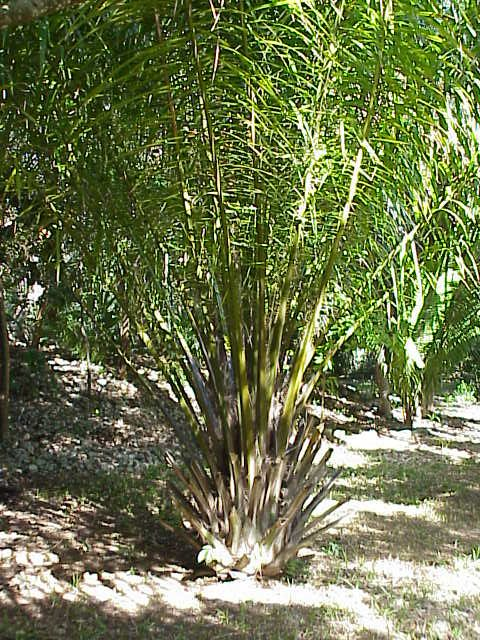
Elaeis guineensis

La palma de aceite es un cultivo oleaginoso que se ha extendido en el mundo gracias a su alto potencial productivo. Comparado con otros cultivos oleaginosos, su rendimiento en términos de aceite por hectárea, que promedia alrededor de 3.7 toneladas, supera a las oleaginosas tradicionales como la soja, la colza, el girasol y la oliva, semillas que en la actualidad buscan incrementar este rendimiento de aceite por hectárea cultivada vía la aplicación de la biotecnología.
Sin embargo, dada su importancia en cuanto a rendimiento de aceite y a superficie sembrada especialmente en países como Malasia, Indonesia, Nigeria, Tailandia, Colombia, Nueva Guinea, Costa de Marfil, Costa Rica, Honduras, Brasil, Guatemala y Nicaragua y en consecuencia
por la gran producción de aceite de palma en el mundo, destaca la tendencia ascendente que ha mantenido la producción de plantas de palma de aceite.
A pesar de ocupar el segundo lugar dentro de la producción mundial de aceites y grasas, después del aceite de soja, el aceite de palma es el aceite que más se comercializa en el mundo, superando por mucho a las exportaciones de su más cercano competidor. Las exportaciones de aceite de palma y de soja representan poco más del 70% del total mundial.
Malasia e Indonesia, principales productores de aceite de palma, son también los más importantes países exportadores de aceites y grasas. En conjunto, ambas naciones representan casi el 50 % del volumen total exportado de aceites y grasas en el mundo. Le siguen Argentina, Estados Unidos, Brasil y la Unión Europea.